# حمد جلال
حمد جلال (مواليد 7 مايو 1995) لاعب كرة قدم إماراتي يجيد اللعب في الوسط.

## مسيرة اللاعب
لعب في نادي الشعب ونادي الذيد ونادي دبا الحصن ونادي البطائح ونادي الجزيرة الحمراء ونادي الرمس ونادي مصفوت.

## روابط خارجية
حمد جلال على موقع قاعدة بيانات كرة القدم.إي يو (الإنجليزية)
- حمد جلال على موقع Soccerway.com (الإنجليزية)